# 龙之吻
《龙之吻》（英語：Kiss of the Dragon）是一部2001年法美合製的動作片，由动作影星李连杰主演，编剧是盧·貝松，导演是克里斯·纳昂。

## 剧情
中國特工李健（李連杰飾）赴巴黎，偕同法國警方監視中國毒販，但是他發現法國警方高級主管督察（傑奇·卡尤飾）加害那名毒販。
法國高級督察怕事情敗露，將與李健見面的中國官員殺害，而李健手中握有一卷整個事發過程的錄影帶，於是遭到法國警方的追殺。
一名街頭的妓女，受控於腐敗的法國警方，在街上從事交易。她也恰巧在毒販遭到殺害的事發現場，於是成為李健唯一的證人。
一路遭到法國警方圍捕的李健央求妓女的協助，出面作證；交換條件是李必須先救出妓女被挾持的女兒。 
李健赤手空拳、單槍匹馬對付沿路追趕不停的法國警方，最後甚至於還一人闖入法國警署，打的所有人落花流水。
此片被視為李連杰的國際成名作。

## 參注
1. 1 2  . Box Office Mojo.   [2009-08-27]. （原始内容存档于2019-07-10）.